# Saint-Ouen-de-Sécherouvre
Saint-Ouen-de-Sécherouvre là một xã ở tỉnh Orne Hauts-de-France tây bắc nước Pháp. Xã Saint-Ouen-de-Sécherouvre nằm ở khu vực có độ cao trung bình 206 mét trên mực nước biển.